# Schatzhaus der Athener

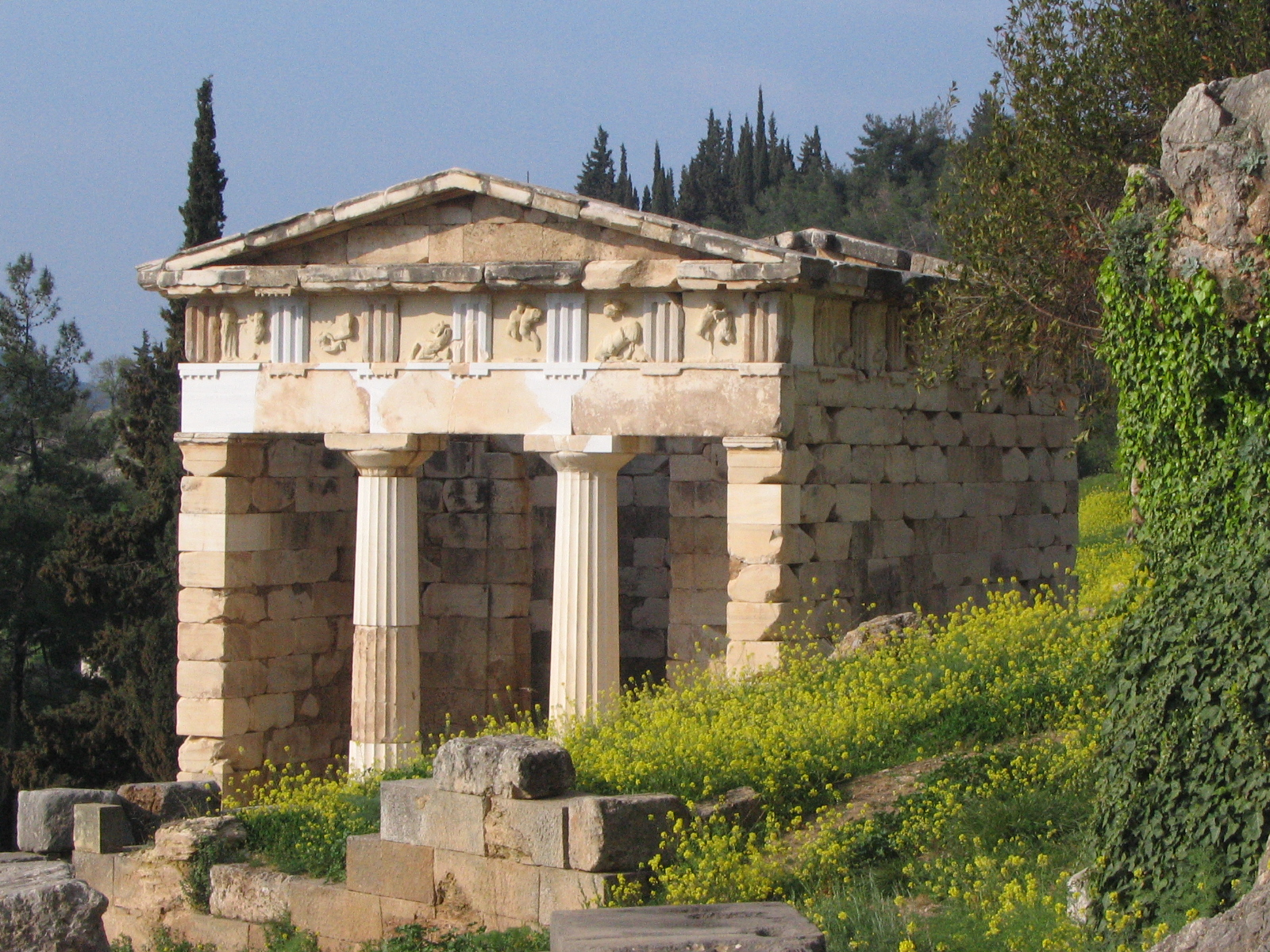
Das Schatzhaus der Athener in Delphi

Das Schatzhaus der Athener in Delphi diente zur Aufbewahrung von Weihgeschenken der Stadt Athen. Es lag an der Heiligen Straße, die zum Tempel des Apollon, mit dem Orakel von Delphi, führte. Für das aus parischen Marmor errichtete und mit spätarchaischem Bildschmuck versehene Schatzhaus (griech. Thesauros) gibt es keine genaue Datierung. Anhand von Stil- und Architekturvergleichen wird im Allgemeinen davon ausgegangen, dass es in der Zeit zwischen 510 und 480 v. Chr. erbaut wurde.

## Gebäude und Bildschmuck

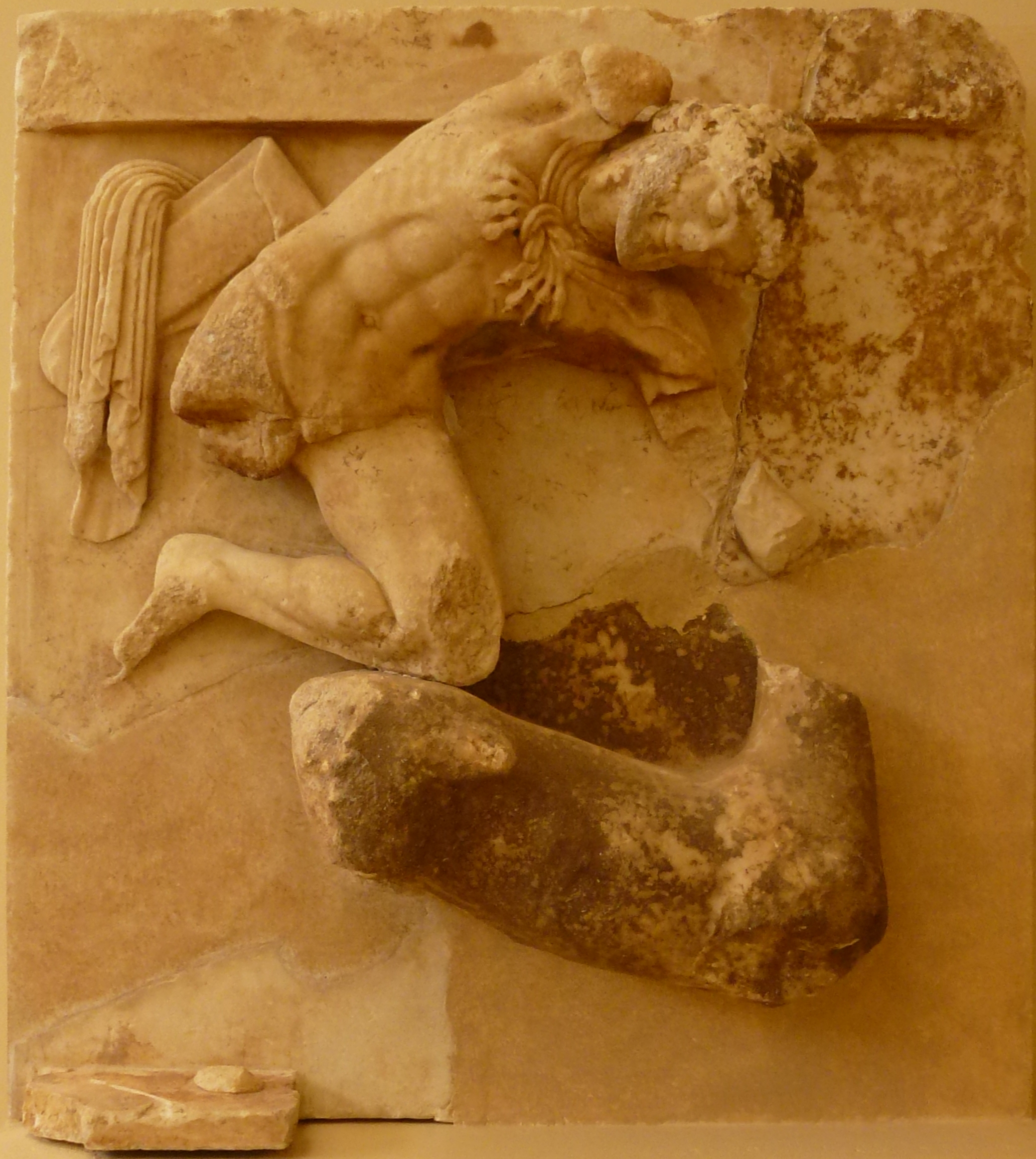
Metope mit kämpfendem Herakles

Das in der Form eines Antentempels nach dorischer Ordnung errichtete Gebäude, bestehend aus Cella und einem zweisäuligen Pronaos als Eingang, besaß in seinem Ursprungszustand ein Giebeldach mit Akroter. Der Akroter ist jedoch nicht mehr erhalten. Der Thesauros misst im Grundriss 6,62 × 9,69 m und erreicht eine Höhe von 7,60 m.
Entsprechend der dorischen Ordnung war der Bildschmuck auf die Giebelfelder und auf die Metopen verteilt. Auf den Metopen wurden Taten der griechischen Heroen Theseus und Herakles dargestellt. Das attische Theseusthema war auf den Metopen der Süd- und wahrscheinlich auch auf der Ostseite abgebildet und konnte von den Besuchern des Heiligtums von der Heiligen Straße aus betrachtet werden. Die Metopen der Nord- und Westseite zeigten dagegen Herakles.
Viele Reliefs der Metopen sowie der größte Teil der Giebelfiguren sind heute stark zerstört oder gar verloren, weshalb eine vollständige Rekonstruktion der antiken Bildkomposition nur schwer möglich und umstritten ist.

## Deutung
Die Errichtung des Schatzhauses im angesehenen und einflussreichen Apollon-Heiligtum von Delphi sollte die Bedeutung und Macht Athens im Vergleich zu den anderen griechischen Stadtstaaten (Poleis) demonstrieren. So unterhielten neben Athen eine Vielzahl weiterer Städte in Delphi ihre eigenen Schatzhäuser. Als ein Beispiel, von den über 30 ausgegrabenen Thesauroi, ist hierbei das nach 570 v. Chr. erbaute Schatzhaus der Sikyonier zu nennen, das sich ebenfalls an der Heiligen Straße zum Apollon-Tempel befand und äußerst reich ausgestattet gewesen sein soll. In diesem Zusammenhang ist auch das vor 525 v. Chr. datierte Schatzhaus der Siphnier zu erwähnen.
Verschiedene Ansätze zur näheren Deutung des Athener Schatzhauses engen den möglichen Errichtungszeitraum weiter ein.
- Zum einen wird das Schatzhaus dahingehend interpretiert, dass es als Zeichen des Erfolges der in Athen unter Kleisthenes 508/ 507 v. Chr. durchgeführten Reformen nach Delphi gestiftet wurde.
- Einen weiteren Deutungsansatz bietet der Sieg der Athener unter Miltiades gegen die Perser unter Darius I. in der Schlacht bei Marathon im Jahre 490 v. Chr. Die Weihung des Schatzhauses an das Apollon-Heiligtum erfolgte demnach aus Dank über den glücklichen Ausgang der Schlacht. Pausanias berichtet diesbezüglich, dass der Bau aus der persischen Kriegsbeute finanziert wurde.[1] Aber wahrscheinlich irrte hier Pausanias, der fälschlicherweise die Inschrift eines der Marathonschlacht gewidmeten Weihgeschenkes dem Schatzhaus zuordnete.

## Forschungsgeschichte und Wiedererrichtung

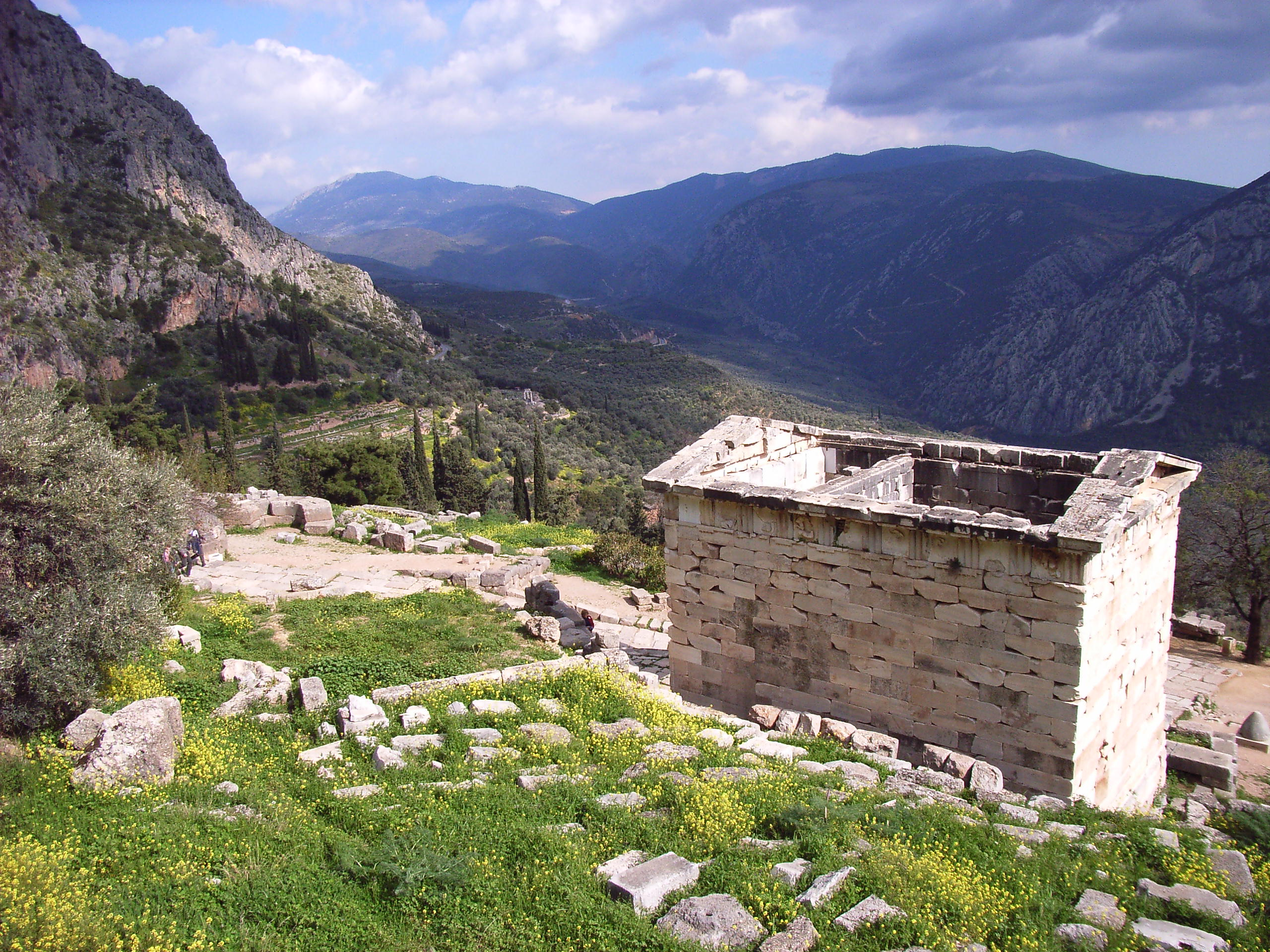
Das Schatzhaus von Nordwesten

Das Schatzhaus der Athener wurde 1893 von französischen Archäologen unter der Leitung Théophile Homolles ausgegraben und der Fund erstmals 1894 von Homolle publiziert. Aufgrund der Vielzahl der aufgefundenen Bauteile, etwa zwei Drittel der ursprünglichen Baumasse, entschloss man sich, das zerstörte Schatzhaus wieder aufzubauen. In den Jahren 1903–1906 konnte dies anlässlich eines Jubiläums der Stadt Athen unter der Leitung der französischen Archäologen Albert Tournaire und Joseph Replat umgesetzt werden. Dabei wurden die fehlenden Teile durch Kalksteinblöcke und an architektonisch wichtigen Stellen, wie bei den Anten und Säulen, durch Blöcke aus pentelischen Marmor ersetzt. 1933 wurde die Architektur des Bauwerkes durch Jean Audiat publiziert. 1957 erfolgte die Publikation der Bauplastik durch Pierre de La Coste-Messelière.
Unterhalb der Staumauer des Marathon-Sees wurde eine Nachbildung des Schatzhauses der Athener errichtet.